# Don Carlos (Bukidnon)
Pour les articles homonymes, voir Don Carlos.
Don Carlos est une municipalité de la province de Bukidnon, aux Philippines.